# 开四停四
“开四停四”是中華人民共和國廣東省廣州市曾执行的一項機動車限制措施，是指非广州市籍中小客车在中心城区特定区域连续行驶的时间最长不得超过4天，離開特定區域後须间隔4天以上才能再次驶入。如果機動車違反規定，每次處罰200元人民幣，并记3分。該措施出台的目的是為了緩解广州市区的道路交通拥堵情况。
2024年7月1日起，广州市不再实施“开四停四”措施，取而代之的是禁止外籍小客车在高峰时期驶入广州中心城区的“高峰限行”措施。

## 歷史
開四停四從2018年7月1日起開始實施。首个有效期为5年。罰款措施從當年8月1日起實施。
公共假期以及廣交會期間，廣州暫停實施開四停四。2021年6月6日起，为配合2019冠狀病毒病疫情防控工作，广州暂停实施开四停四。2022年11月21日起，为配合2019冠狀病毒病疫情防控工作，广州再次暂停实施开四停四。2023年2月6日，广州恢复实施开四停四。

## 区域
开四停四限制区域覆盖天河区、荔湾区、越秀区、海珠区，以及白云区的大部分地区，包括部分进入上述区域的桥隧，但不包括围合区域的边界。

## 检讨
2023年5月23日，广州宣布延长开四停四措施一年至2024年6月30日。
2024年1月19日，当局发布意见征求公告，拟将“开四停四”措施调整为工作日7时至9时、17时至19时禁止非广州市籍小客车在指定区域通行的“高峰限行”措施，以求进一步缓解城市道路交通压力，并加强管控以异地上牌本地使用方式规避广州市中小客车总量调控政策的车辆。5月31日，当局正式宣布将于同年7月1日起，以“高峰限行”措施取代“开四停四”措施。